# Claude Lorrain
Claude Lorrain (eredeti neve Claude Gellée vagy Claude Le Lorrain) (Chamagne, Lorraine régió, 1600 körül – Róma, 1682. november 23.) francia barokk tájképfestő, egyben az európai tájképfestészet egyik legjelentősebb mestere.

## Életpályája
Ötgyermekes családban született, már 12 évesen árvaságra jutott, bátyjához, Freiburgba ment, s ott fafaragást tanult. Beutazta Itália földjét, hogy megélhetést találjon. Rómában egy Annibale Carracci-tanítvány, Agostino Tassi tájképfestő inasa, majd segédje lett, akivel a Viterbo melletti kastély freskóit készítette, sajnos időközben a freskók már elpusztultak.
Nápolyban Goffredo festő volt a mestere. Legkedveltebb városa Róma volt, de 1625-ben visszatért szülőföldjére Velencén, Tirolon, Bajorországon át. 1626-ban munkát talált Nancyban Claude Deruet udvari festőnél, de visszavágyott Rómába, s 1627-ben már vissza is tért oda. További életében nyugodt megélhetést talált ő ott a tájképfestéssel, a rézmetszéssel és tollrajzaival.
Liber veritas című rajzkatalógusa 200 biszterrel lavírozott tollrajzát tartalmazza, melyek lényegében olajfestményeinek előtanulmányai. Azért is készített festményeihez vázlatot, mert képeit már életében hamisították. A rajzkatalógus egyik mecénásához, Devonshire herceghez került, s ez alapján Londonban Richard Earlom (1742–1822) 100 metszetet adott közre 1774–1777 közt. Lorrain hosszú életet élt, melyet mindvégig kiegyensúlyozott alkotó munkával töltött.
Tájképfestészetét leginkább a romantikus angol festők értékelték, köztük William Turner, John Constable, francia földön pedig a fiatal Jean-Baptiste Camille Corot egyik ihletője volt. A magyarok közül id. Markó Károly Claude Lorrain legkésőbbi követői közé tartozott.
Legszebb festményeit a római, a londoni, a párizsi, a szentpétervári, a német és az amerikai múzeumok őrzik. Claude Lorrain az 1660-as évek végén vagy az 1670-es évek elején festette Villa a római Campagnán című tájképét, mely a budapesti Szépművészeti Múzeum tulajdonába került.

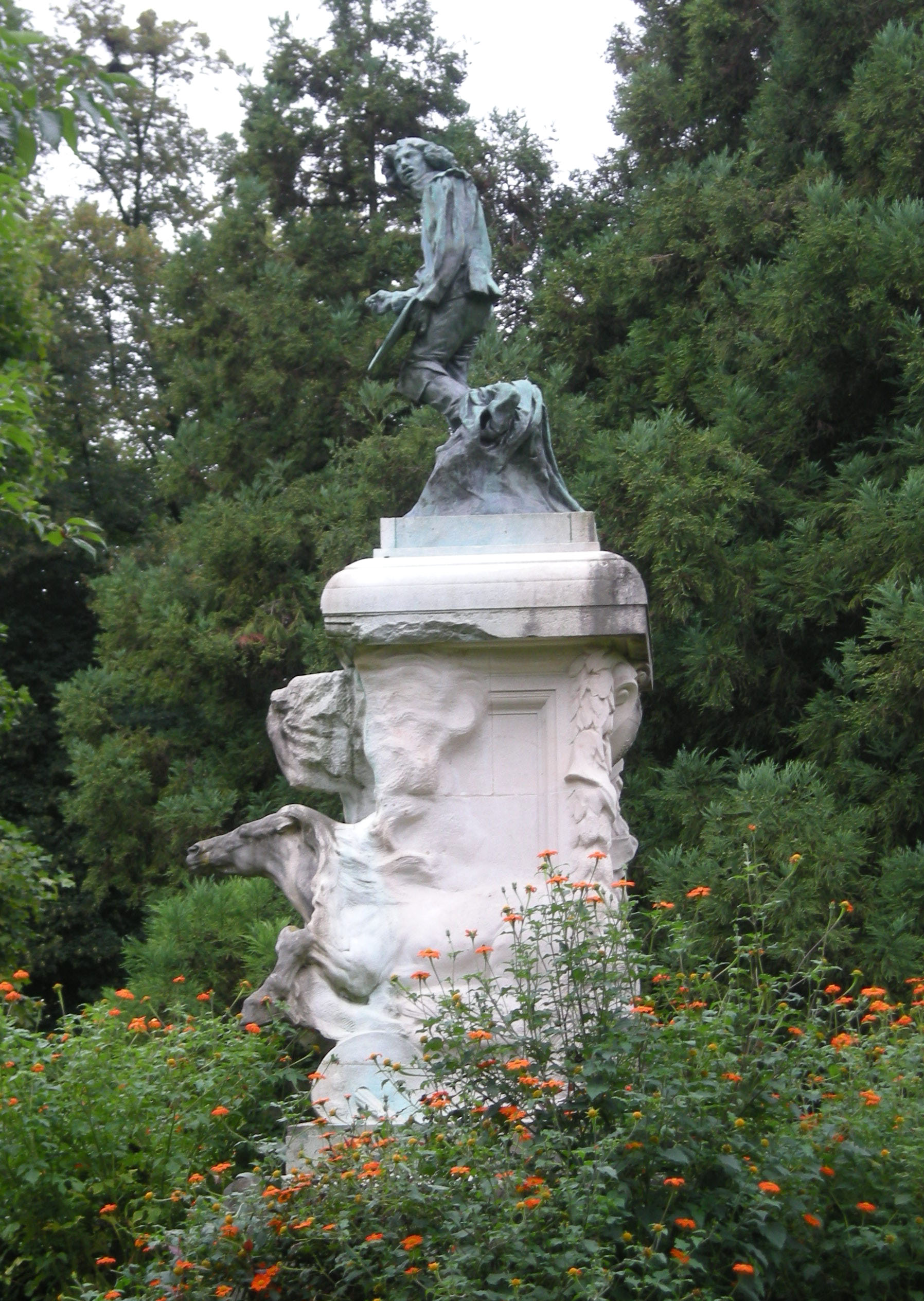
Auguste Rodin által készített emlékmű Claude Lorrain tiszteletére Nancy városában. (1892)

## Művei (válogatás)[3]
- Campo Vaccino (Forum Romanum) (1636 előtt, Louvre)
- Tengeri kikötő (1636 előtt, Louvre)
- Falusi mulatozás (1639, Louvre)
- Tengeri kikötő (1639, Louvre)
- Tengeri kikötő (1646, Louvre)
- Sába királynője a kikötőben (1646, National Gallery, London)
- David és Sámuel (1647, Louvre)
- Menekülés Egyiptomba (1647, Drezda)
- A malom (1648, Galleria Doria Pamphilj,[4] Róma)
- A malom (variáns, 1648, National Gallery, London)
- Akis és Galatea (1657, Drezda)
- A reggel, Jákob és Rahel (1667, Ermitázs, Szentpétervár)
- A dél, menekülés Egyiptomba (1661, Ermitázs, Szentpétervár)
- Az este, Tobiás az angyallal (1672, Ermitázs, Szentpétervár)
- Az éjszaka, Jákob viaskodása az angyallal (1663, Ermitázs, Szentpétervár)
- Jákob viaskodása az angyallal (1672, Buckingham-palota, London)
- Hágár elűzetése (1668, München)
- Folyópart (1676, München)
- Jákob és Lábán. (1676, Dulwich Picture Gallery, London.)

## Galéria

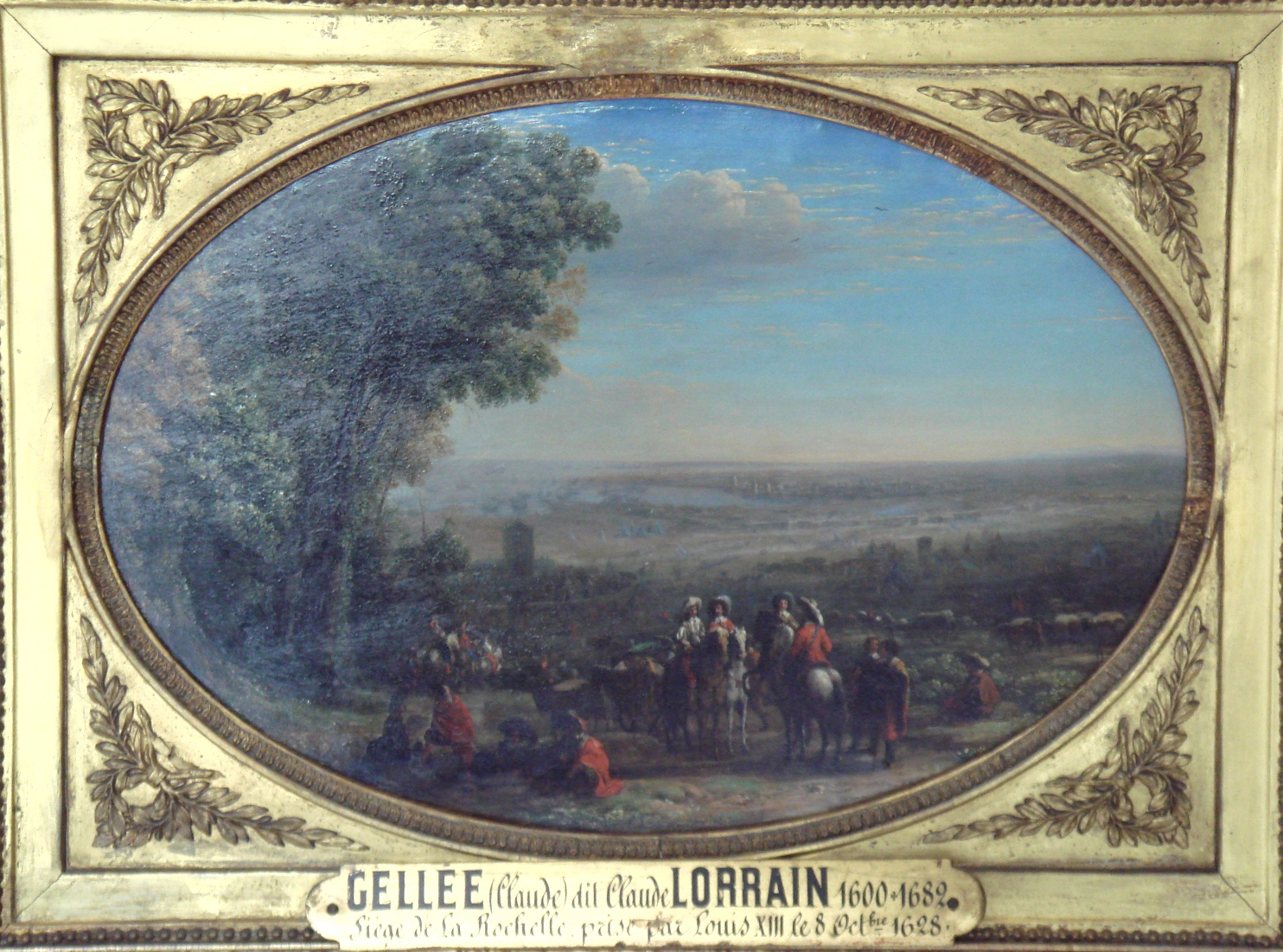
La Rochelle ostroma (1631) Louvre, Párizs
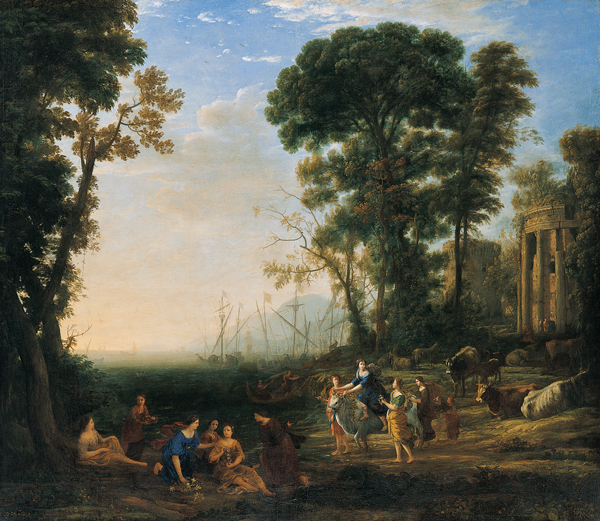
Tengerparti jelenet: Európa és a bika (1634, Kimbell Art Museum, Fort Worth, Texas, USA)
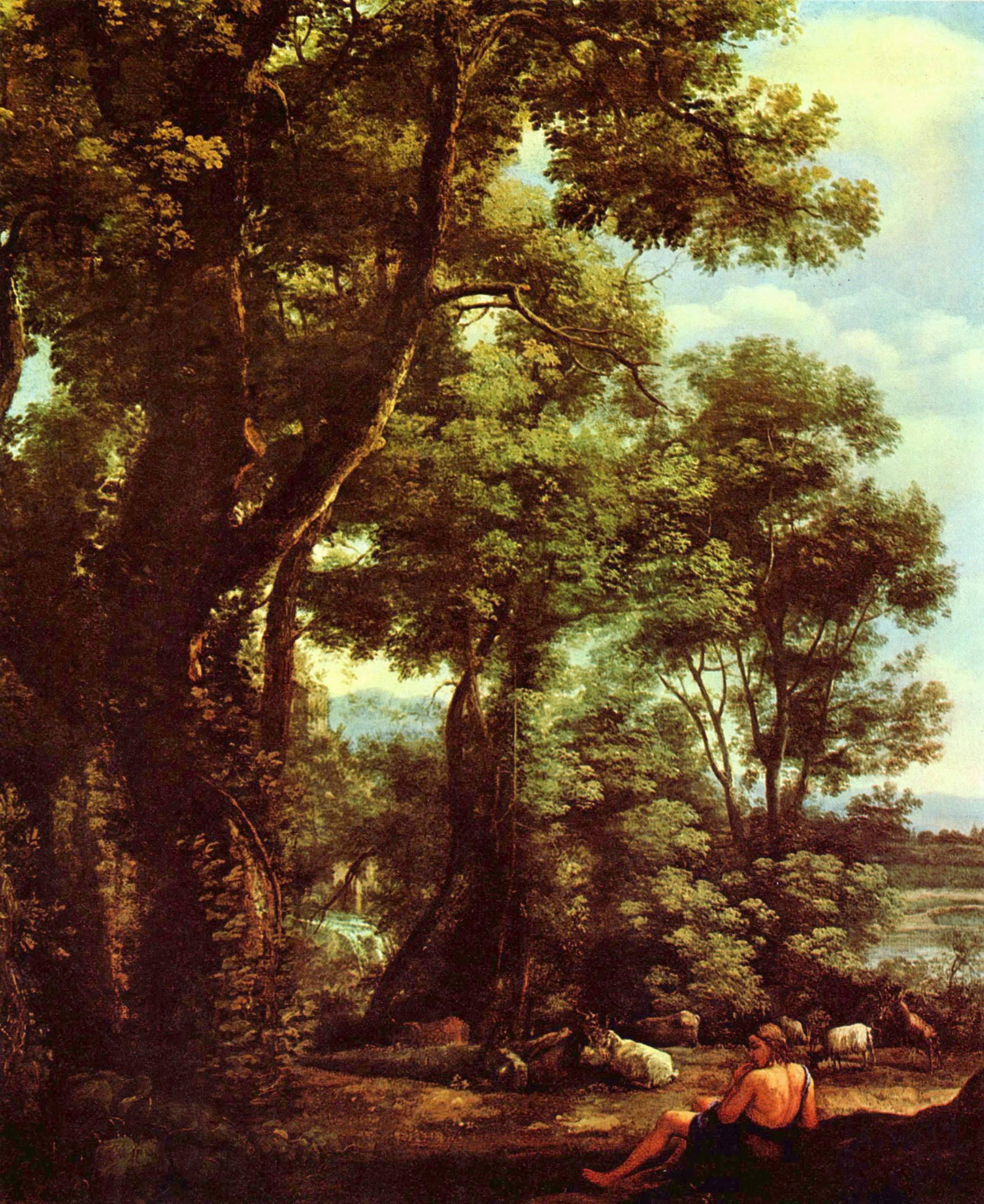
Táj kecskepásztorokkal (1637, National Gallery (London)
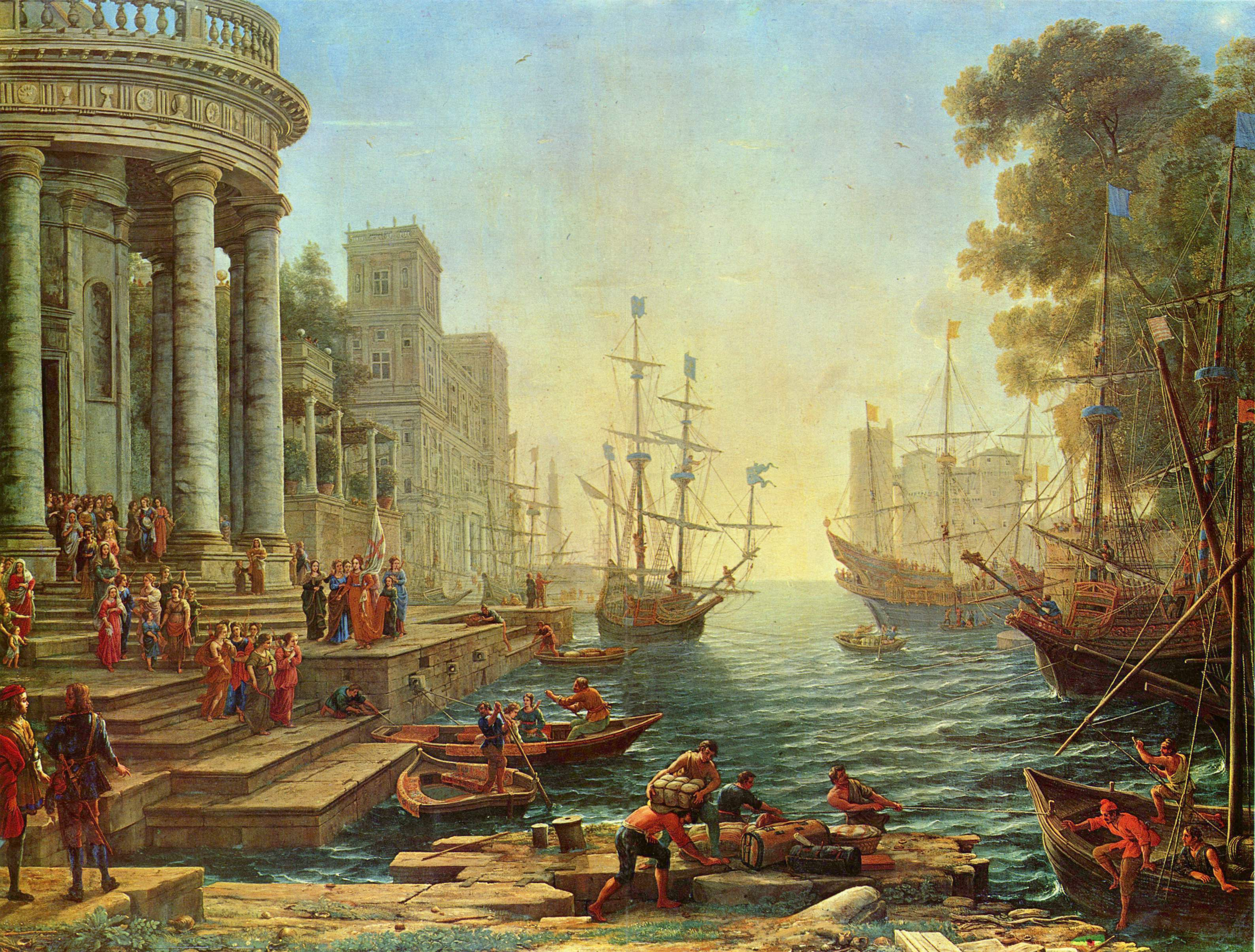
Berakodás a Szent Ursulákhoz tengeri kikötőben (1641) National Gallery (London)
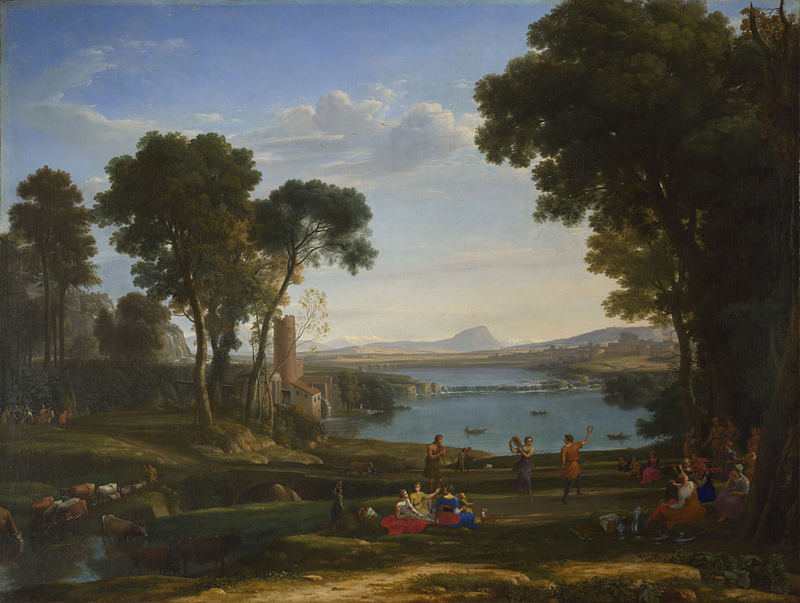
A malom (variáns példány, 1648) National Gallery, London
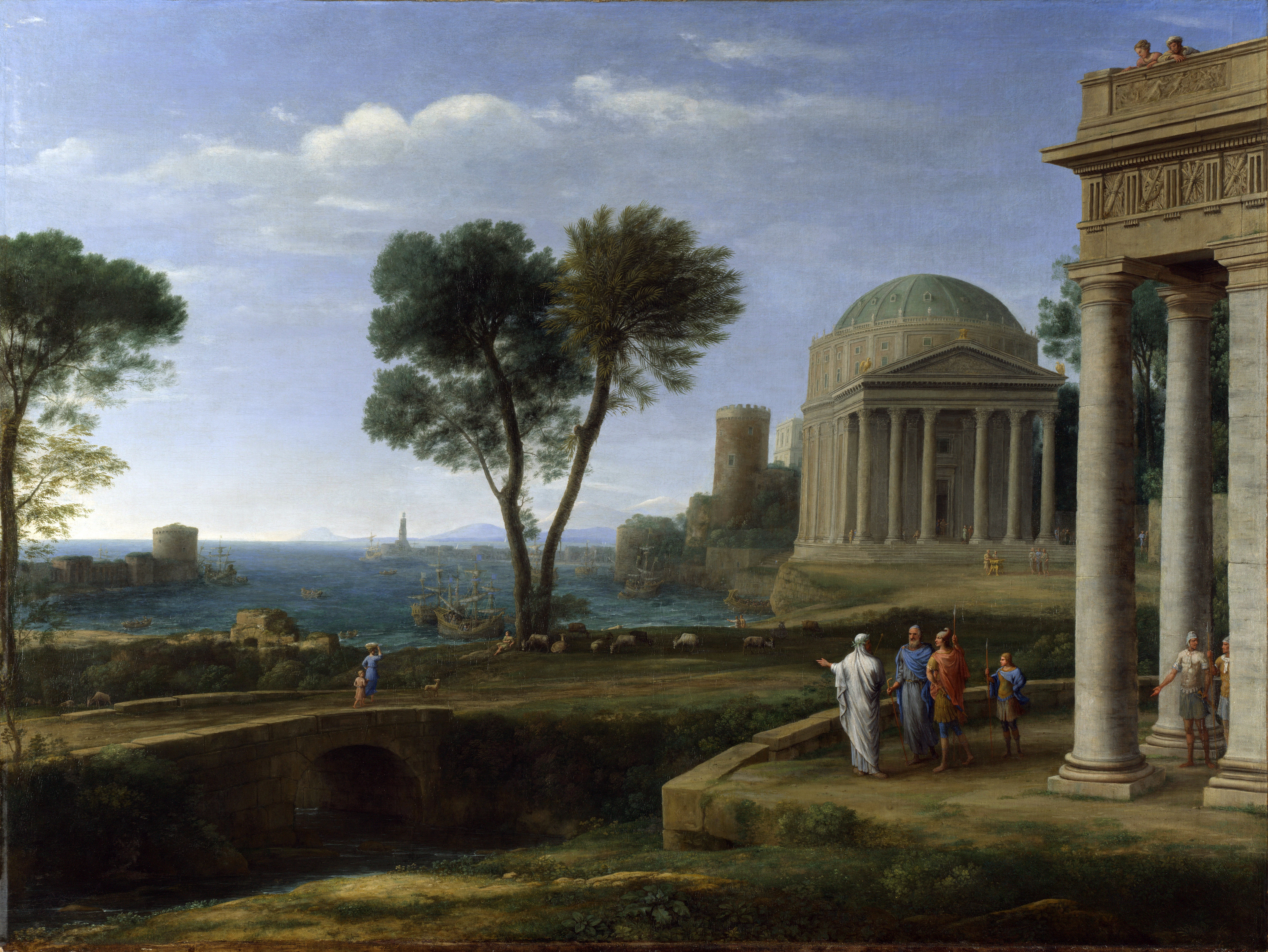
Aineiasz Déloszban (1671-72) National Gallery, London
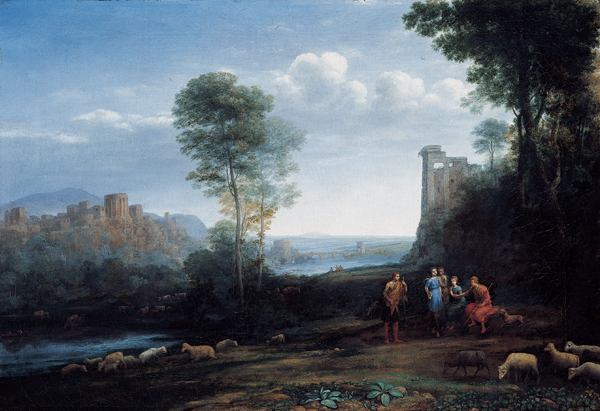
Pásztorjelenet (1677) Kimbell Art Museum, Fort Worth, Texas, USA
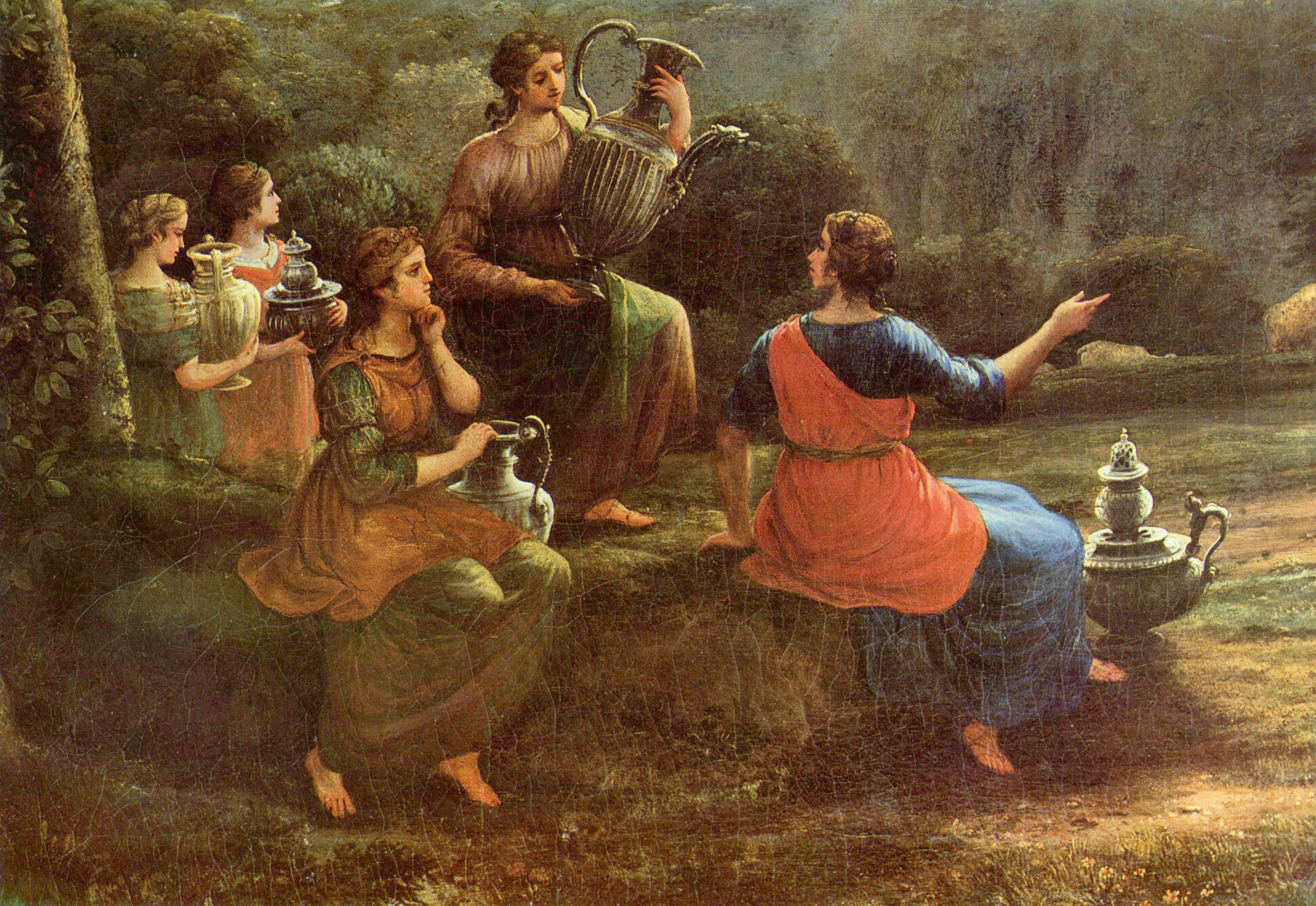
Egy menet kilátása Delphoi-ból (részlet), Galleria Doria Pamphilj, Róma